# 天津市足球队
天津市足球队是成立于1956年，隶属于天津市体育局的一只专业足球队。

## 历史
早在1951年，为了参加当年的全国足球比赛大会华北区预赛，天津市派出代表队参赛，在主教练刘世藩的带领下取得亚军，球队中10名球员被选入华北区代表队参加同年的全国比赛。天津市足球队成立于1956年，前国脚李朝贵担任首任主教练，率队参加首届全国足球锦标赛，并最终取得亚军。1957年，国家白队入主天津。重组的天津队曾经在历届全运会、全国足球甲级联赛、全国足球锦标赛上获得过五次冠军、五次亚军和五次季军。1960年天津队由前天津队和国家队的队员曾雪麟挂帅，一举成为中国足坛的双冠王。1980年的全国甲级联赛，天津市足球队在前球星严德俊的率领下，以41分力压辽宁队3分获得了冠军。那是天津市足球队所取得的第4次全国冠军性荣誉(1960年全国甲级联赛冠军、1960年全国足球锦标赛（中国足协杯）冠军以及1965年全国运动会冠军)。天津市足球队自1980年夺得全国联赛冠军以来，进入了一个全盛时期。1983年，天津市足球队获得全国足球甲级联赛北区冠军；1984年和1987年获得联赛亚军；1982年和1988年获得季军。当时球队里人才济济，球队先后由前国脚严德俊、沈福儒挂帅，阵中包括各级国家队成员左树声、陈金刚、吕洪祥、段举、宋连勇、王广泰、霍建霆、山春季、尹怡、施连志、王建英等，还包括左树声胞弟左树发、刘春明、高俊亭、张贵来、王玉俭等本土球星。球队特点鲜明，敢打敢拼，在国内联赛取得佳绩的同时，还曾经战胜过许多来访中国的欧洲劲旅，例如由福格茨挂帅的西德国奥队、荷兰沃伦达姆队等。1989年，天津市足球队市更是有三支球队参加甲级联赛：一队天津中环队、二队天津天荣队和青年队为骨干的天津港集队。天津体育局在同年派遣韩金铭等年轻球员前往荷兰接受训练。进入90年代，天津足球陷入低谷，人才断档严重。1991年，一队天津中环队从甲A联赛降级，1992年天津一队在保留了甲B联赛资格后再次前往荷兰集训，只有二队天津博桑队参加联赛。1993年，天津足球俱乐部正式挂牌成立。